# Luís Domingos António Cazengue
Luís Domingos António Cazengue, meglio noto come Luizinho (11 agosto 1969), è un ex calciatore angolano, di ruolo attaccante.

## Carriera

### Club
Cazengue ha iniziato la sua carriera con il Petro Atlético nella massima serie angolana, la Girabola. Durante la sua permanenza a Luanda ha vinto cinque volte il campionato dal 1986 al 1990, e ha vinto la Taça de Angola nel 1987 e nel 1992. Nel 1992, si è trasferito all'estero in Portogallo dove ha firmato un contratto con il Lusitano, militante nella Segunda Liga. Nel 1993, si è trasferito al Fátima. La stagione successiva, ha firmato con il Braga, nella massima serie portoghese, dove ha collezionato 26 presenze e due reti. Dopo aver lasciato la Primeira Liga, ha giocato con Lamego, Académico de Viseu, Caçadores das Taipas, Lourosa e Oliveira Hospital. Nel 2002, è stato girato in prestato al Toronto Supra nella Canadian Soccer League. Ha debuttato il 29 agosto 2002 in una partita contro il Durham Flames e ha segnato una rete nella partita terminata con un risultato a favore di 5-2. Sfortunatamente durante la sua stagione a Toronto, il club terminò all'ultimo posto nella Eastern Conference e non gli fu rinnovato il contratto, prendendo così la decisione di ritirarsi dal calcio giocato.

### Nazionale
Cazengue venne convocato dalla Nazionale angolana per la Coppa delle nazioni africane 1996. Ha giocato una partita nel torneo, quella contro il Sudafrica, dove l'Angola ha perso con il punteggio di 1-0.